# Réserve intégrale Kalmiopsis
La réserve intégrale Kalmiopsis (en anglais : Kalmiopsis Wilderness) est située dans la région des monts Klamath au sud-ouest de l'Oregon, à l'intérieur de la forêt nationale de Rogue River-Siskiyou. Elle a été désignée comme réserve protégée par le Congrès des États-Unis en 1964 et comprend maintenant un total de 728,81 km2. Elle est parcourue par 24 sentiers de randonnée représentant environ 246 kilomètres.
La réserve tire son nom de Kalmiopsis leachiana, une plante à croissance lente de la famille des Ericaceae découverte dans la région en 1930.

## Topographie
La réserve naturelle s'étage de 152 à 1 554 mètres d'altitude. Elle est dominée par le Pearsoll Peak (en). La région est caractérisée par de profonds canyons, par des crêtes rocheuses, par des montagnes aux ruisseaux et rivières claires, comme la Chetco, la fourche Nord de la Smith, ainsi qu'une partie de la rivière Illinois.

## Géologie

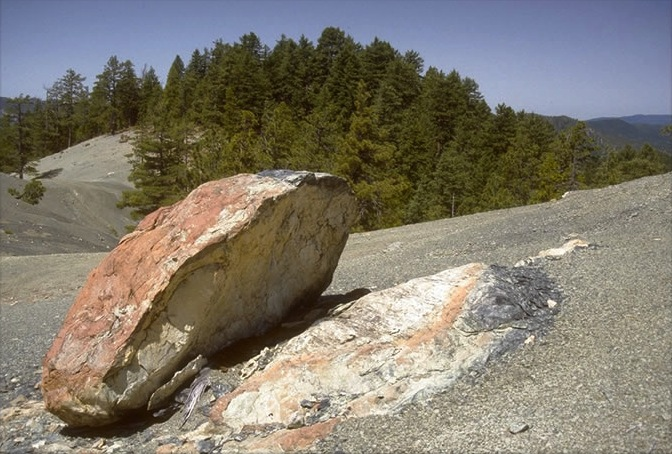
Serpentine Ridge

La réserve intégrale Kalmiopsis fait partie de la province géologique des monts Klamath du nord-ouest de la Californie au sud-ouest de l'Oregon. La moitié Est, le comté de Josephine, a beaucoup de fer et de magnésium. La partie Ouest de la réserve comprend les roches sédimentaires de la formation de Dothan et les roches ignées des Big Craggies. La plupart des roches de cette province étaient autrefois des parties de la croûte océanique et incluent la serpentine, des roches volcaniques, des roches granitiques, et les roches sédimentaires telles que le schiste et le grès. Ces sites de mines historiques d'or et de chromite peuvent encore être trouvés sous la forme de sites de cabine, des mines et des fossés.

## Végétation

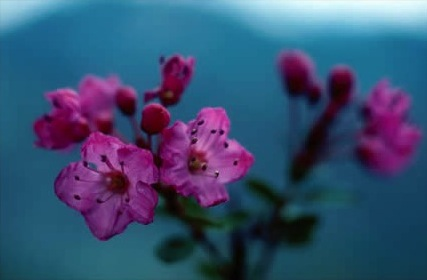
Kalmiopsis leachiana.

La diversité de la topographie et la géologie offrent un excellent habitat pour une grande variété d'espèces botaniques. La plante Kalmiopsis leachiana a été découverte en 1930 par Lilla Leech dans la zone du bassin d'or. La plante est une relique de l'ère pré-glaciaire et le plus ancien membre de la famille Ericaceae, elle porte son nom grâce aux monts Kalmiopsis. En 2002, près de 2 000 km2 ont été brulés dans Biscuit Fire (en). L'environnement a changé radicalement et offre une occasion unique d'observer une réponse naturelle aux plantes qui ont survécu au feu à travers la succession végétale, l'érosion, la sédimentation, cet habitat a donc changé pour une nouvelle flore et nouvelle faune.